# Тральщики проекта 1252
Базовые тральщики проекта 1252 «Изумруд», по классификации НАТО — Zhenya class minesweeper — советские тральщики, созданные в 1960-х годах. Дальнейшее развитие проекта 257. Первые советские тральщики, корпус которых был сделан из стеклопластика.

## Краткая история разработки
В 1954 году ЦНИИ-45 выполнил научно-исследовательскую работу по теме A-XI-46 с целью выявления оптимального материала корпуса для главных штабных кораблей. Из пяти рассмотренных материалов (дерево, маломагнитная сталь, алюминиевый сплав, титан и стеклопластик) были рекомендованы маломагнитная сталь и стеклопластик. В середине 1950-х годов ГУК ВМФ выдал Госкомитету по химической промышленности задание на разработку корабельного стеклопластика, а с 1958 года в ЦНИИ-45 и ЦНИИ-138 начались работы по внедрению стеклопластика в конструкции (совершенствование материала, разработка конструкций и методик их расчёта), с целью чего там появились спецотделы, возглавляемые Б.П.Соколовым и Б.М.Сытовым.
Для установления свойств и оптимизации его как конструкционного материала в 1960—1962 годах был спроектирован, построен и испытан на статические и динамические нагрузки опытный отсек проектируемого корабля размерами 21 x 7 x 2,7 м. Для проведения испытаний была сформирована рабочая группа из специалистов ЦНИИ МО, ЦНИИ-45 и ЦНИИ ТС. По итогам результатов проведённых испытаний выбрали конструкцию проектируемого корабля и разработали технологию его постройки. В дальнейшем было выпущено пособие «Требования к основным свойствам стеклопластиков, предназначенных для использования в качестве материала корпусов кораблей и судов», а также ряд других нормативных документов. Большая заслуга в создании стеклопластиковых корпусов рассматриваемых кораблей принадлежит также Н.Н.Лукьянову, М.К.Смирновой, В.А.Антипову и другим исследователям.
На основе этих исследований и был создан первый в СССР тральщик из стеклопластикового корпуса в рамках проекта 1252 «Изумруд». Он был оснащён самым лучшим вооружением для самообороны и поиска неконтактных мин (в том числе и дополнительной ГАСМ (МГ-79) для обнаружения донных мин). Более того, условия проживания экипажа на судне считались одними из самых лучших. Всего на воду было спущено три таких тральщика, которые несли службу в Балтийском и Каспийском морях. Все они были выведены из состава флота в 1990-е годы.